# Pink Doll
Pink Doll è il secondo album in studio della discografia giapponese del girl group sudcoreano Apink, pubblicato nel 2016.

## Tracce
1. My First Love – 3:36 (testo: Shoko Fujibayashi – musica: HEUKTAE, Jang Jung Suk, Yoon Jong Sung)
2. It Girl (Japanese Ver) – 3:24 (testo: Kanao Itabashi – musica: Kim Gunwoo, Songgihong in BlueBridge)
3. Summer Time! (サマータイム！) – 3:39 (testo: Shoko Fujibayashi – musica: HEUKTAE, Jang Jung Suk, Yoon Jong Sung)
4. Brand New Days – 3:44 (testo: Shoko Fujibayashi – musica: Beom & Nang)
5. Shining Star – 3:44 (testo: HASEGAWA – musica: CR, Lee Hyun Sang)
6. Sunshine Girl – 3:41 (testo: Mahiro – musica: Han Sang Won)
7. Amai Koi Shiyouyo (甘い恋しようよ) – 3:34 (testo: Ume – musica: HEUKTAE, Jang Jung Suk)
8. Yeah (Japanese Ver.) – 3:14 (testo: Shiho, Shinsadong Tiger, Choi Kyusung – musica: Choi Kyusung, Shinsadong Tiger)
9. Fanfare! (ファンファーレ！) – 2:57 (testo: Rie Tsukagoshi – musica: Han Sang Won, ak47)
10. Sunday Monday (Japanese Ver.) – 3:35 (testo: Satoko Aida, Beom & Nang – musica: Nickel)
11. Petal (花占い) (Japanese Ver.) – 3:36 (testo: PA-NON, Beom & Nang – musica: Beom & Nang)
12. If I.... – 3:39 (testo: HI-D – musica: Lee Joohyoung(MonoTree), GDLO(MonoTree))